# Симаков В'ячеслав Васильович
В'ячеслав Васильович Симаков (нар. 1936, Костіно, Митищинський район, Московська область, РРФСР) — радянський російський футболіст, воротар.

## Життєпис
Вихованець московської ДЮСШ «Філі». У 1955 році виступав за дубль московського «Динамо», зіграв 7 матчів у першості дублерів. У 1956 році дебютував у змаганнях майстрів у складі «Авангарду» (Челябінськ).
по ходу сезону 1956 року перейшов у свердловський ОБО, в його складі 18 вересня 1956 року дебютував у класі «А» в матчі проти ленінградського «Зеніту» (1:3). Всього у складі армійського клубу зіграв 4 матчі й пропустив 8 м'ячів. У наступному сезоні виступав за московське «Торпедо», провів у класі «А» один матч — проти куйбишевських «Крил Рад».
В кінці 1950-х років грав за команди класу «Б» — «Авангард» (Харків), «Труд» (Рязань), «Червоний Прапор» (Вітебськ). У 1960 році перейшов у кишинівську «Молдову» й зіграв 6 матчів у класі «А». Потім знову грав у Рязані. У 1964 році зіграв один матч в класі «А» за мінське «Динамо» — 20 квітня 1964 року проти київських одноклубників. Наприкіні кар'єри виступав за запорізький «Металург».
Всього у вищій лізі СРСР зіграв 12 матчів.
Подальша доля невідома.